# Георг Бородатый
Георг Бородатый (нем. Georg der Bärtige; 27 августа 1471, Мейсен — 17 апреля 1539, Дрезден) — герцог саксонский с 1500 года, из Альбертинской линии Веттинов. Старший сын Альбрехта Смелого. Его мать Здена (Сидония Богемская) (1449—1510) была дочерью чешского короля Иржи Подебрада. Прозвище Бородатого Георг получил потому, что после смерти жены перестал стричь бороду.

## Биография

### Правление
В 1488 году Георг замещал на герцогском престоле отца, который вёл войны во Фландрии и Фризии. Изучал богословие (хорошо владел латынью), но вскоре вышел из духовного сословия и женился на Барбаре, дочери польского короля Казимира IV.
После смерти отца в 1500 году Георгу досталось герцогство Саксония. Он был ярым противником Реформации, хотя не являлся фанатичным католиком, признавал темные стороны католического духовенства и старался искоренить церковные злоупотребления. Особенно его восстановили против учения Лютера крестьянская война и анабаптисты (перекрещенцы). Он счел нужным принять строгие меры по отношению к еретическому учению и произвел визитацию церквей в своем государстве, которой должен был подчиниться даже Лейпцигский университет. Это вызвало со стороны Лютера полемику, в пылу которой Лютер называл Георга «саксонским убийцей, дьявольским апостолом и глупым дворянином». Однако все старания Георга были напрасны, и Реформация все продолжала приобретать приверженцев, тем более, что его официальный преемник, брат Генрих V (сыновья Георга умерли при его жизни), перешел в протестантизм, а попытка лишить брата престолонаследия не удалась.
30 мая 1505 года стал губернатором Фризии, дав своему брату Генриху Волькенштайн и Фрайберг в Рудных горах.
Был рыцарем ордена Золотого руна.
Георг умер в Дрездене, погребён рядом с супругой в капелле Мейсенского кафедрального собора. Герцогский престол перешёл к Генриху «Благочестивому» (1473—1541).

### Семья
Георг с 1496 года был женат на Барбаре Польской, дочери Казимира IV.
У них было десять детей, но только одна дочь пережила отца.
- Иоганн (1498—1537), в 1516 году женился на Елизавете Гессенской, потомства не оставил,
- Фридрих (1504—1539), в 1539 году женился на Елизавете Мансфельдской, потомства не оставил,
- Кристина (1505—1549), в 1523 году вышла замуж за Филиппа, ландграфа Гессенского,
- Магдалена (1507—1534), в 1524 году вышла замуж за Иоахима II Гектора.

Сестра Георга, Катарина (1468—1524) в 1484 г. вышла замуж за эрцгерцога Сигизмунда Австрийского.
Младший брат Георга, Фридрих (1498—1510) был великим магистром Тевтонского ордена в 1498—1510 гг.